# Cantó d'Avalha Lemosina
El cantó d'Avalhas Lemosina és un cantó francès del departament de la Viena, situat al districte de Montmorillon. Té 4 municipis i el cap és Avalhas Lemosina.

## Municipis
- Avalhas Lemosina
- Mauprévoir
- Preissac
- Saint-Martin-l'Ars

## Història
| Data d'elecció                           | Identitat            | Partit                | Qualitat |
| ---------------------------------------- | -------------------- | --------------------- | -------- |
| 1945-1970                                | Félix Guichard       | PCF                   |          |
| 1958-1970                                | M. Guichard des Ages | RPR                   |          |
| 1970-1988                                | Émile Bernard        | CDP, després app. UDF |          |
| 1988-2001                                | Raymond Brunet       | PCF                   |          |
| 2001-                                    | Roland Debiais       | Divers droite         |          |
| les dades anteriors no són pas conegudes |                      |                       |          |
|                                          |                      |                       |          |

## Demografia
| A partir de 1990: Població sense dobles comptes |